# Kohn Salamon (rabbi, ?–1891)
Kohn Salamon (Topocsány, 1827 körül – Keszthely, 1891. december 10.) kerületi főrabbi.

## Életútja
Külföldi származású s fiatalabb korában Budán tanító volt. 1860-ban a keszthelyi izraelita hitközség rabbijának választatott; ekkor még nem tudott magyarul, de később tökéletesen elsajátította a magyar nyelvet. Mint liberálisan gondolkodó, nagy ismerettel bíró egyén, nemcsak saját, de a más felekezetűek által is általános tiszteletben részesült. A tanulóknak buzgó hitoktatója volt, számukra vallástani tankönyveket írt és adott ki. Mikor még Keszthelyen a felekezeti iskola fennállott, annak igazgatója volt; 31 évi szolgálat után halt meg 64 éves korában szívvízkórban. Temetése 1891. december 13-án délután ment végbe, dr. Neumann Ede nagykanizsai és dr. Klein marcali rabbi búcsúztatták. Előbbi az imaházban felállított ravatalnál, utóbbi a temetőben mondott beszédet. A temetésen ott volt az egész város – felekezetkülönbség nélkül.
Cikkei a Neuzeitban és egyéb felekezeti lapokban jelentek meg.

## Munkái
- Gedete der Israeliten. Ofen, 1852. (Ford. német és héber szöveggel.)
- Anleitung zum Lesenlehren nach einem möglischst einfachen und leichten Lehrgange geordnet. Uo. 1852. (magyar czímmel és szöveggel is. 5. kiadása: Vezérlés az olvasástanításra a legegyszerűbb s legkönnyebb módszer után. Német, magyar és héber szöveggel.)
- T'filat b'ně Jisrăel. Mit vielen Zugaben und einer neuen Uebersetzung. Uo. 1859.
- Lehrbuch der mosaischen Religion. Für die israelitische Schuljugend. Pest, 1860.